# Dejan Vunjak
Dejan Vunjak, slovenski glasbenik, pevec pop glasbe in igralec, * 25. april 1993, Ptuj.
Kot mlajši je nastopal v več mladinskih filmih in serijah, zdaj pa se posveča glasbi. Igra bobne, tolkala in kitaro. Dokončal je Konservatorij za glasbo in balet Ljubljana, šolanje pa nadaljeval na ljubljanski Akademiji za glasbo (smer tolkala in bobni). Krajši čas je kot bobnar sodeloval pri skupinah Balkan boys in Atomik Harmonik, potem pa je na pobudo Domna Kumra z ansamblom Brendijeve barabe pričel samostojno glasbeno pot. Nanjo je zakorakal s priredbo pesmi »Ona sanja Pariz« (prvotno so jo izvajali Don Juan), ki jo je posnel na predlog ustvarjalcev oddaje Na zdravje, in to v duetu z Domnom Kumrom. Priredbo sta v tej oddaji tudi predstavila (v okviru izbora za pesem zime 2011–2012). Slabo leto po izdaji albuma očetovih priredb (Dejan Vunjak in Brendijeve nepozabne, november 2012) je predstavil svojo prvo avtorsko pesem »Želim, želim«.
Je sin znanega glasbenika Branka Jovanovića Vunjaka - Brendija. Z mamo Danico Žibrat in svakom Anžetom Zavrlom vodi založbo Mandarina.
Leta 2017 je s soplesalko Tadejo Pavlič zmagal v 1. sezoni šova Zvezde plešejo.

## Diskografija
Albumi
- 2012: Dejan Vunjak in Brendijeve nepozabne (Mandarina)
- 2016: Želim, želim (Mandarina)

Radijski singli in videospoti
| 2012 | Ona sanja Pariz (z Domnom Kumrom) |    | ✓ |   | Dejan Vunjak in Brendijeve nepozabne |
| 2012 | Od Murske do Kopra                |    | ✓ |   | Dejan Vunjak in Brendijeve nepozabne |
| 2013 | Želim, želim                      | 26 |   | ✓ | Želim, želim                         |
| 2014 | O, sladoled                       | 47 |   |   | Želim, želim                         |
| 2014 | Če te poljubim                    | 48 |   | ✓ | Želim, želim                         |
| 2015 | O, o, o kako bilo bi lepo         | 42 |   | ✓ | Želim, želim                         |
| 2015 | Se še spomniš name                | —  |   | ✓ | Želim, želim                         |
| 2016 | Ponesimo v svet ime Slovenija     | —  |   |   | Želim, želim                         |
| 2016 | Le za tebe                        | —  |   | ✓ | Želim, želim                         |
| 2016 | Nocoj bo luštno                   | —  |   | ✓ | Želim, želim                         |
| 2017 | Tina, daj umakni telefon          | —  |   | ✓ | Želim, želim                         |
| 2018 | Če mam pa tebe                    | 30 | ✓ | ✓ | —                                    |
| 2018 | Limonada (z Manco Špik)           | 23 | ✓ | ✓ | —                                    |
| 2019 | Čist' mejčken                     | 39 | ✓ | ✓ | —                                    |
| 2020 | Ni je lepše, kot si ti            | 36 | ✓ | ✓ | —                                    |
| 2022 | Brez problema                     | 36 | ✓ | ✓ | —                                    |
| 2023 | Nikol' še nismo šli               | 36 | ✓ | ✓ | —                                    |

## Filmografija
- Pepi vse ve (2000–2005)
- Lepo je biti Mozart (2006)
- Temna stran lune (2006)
- Tolažnik (2009)

Nastopil je tudi v več drugih projektih RTV Slovenija.

## Drugi televizijski projekti
- Zvezde plešejo (s Tadejo Pavlič) (POPtv, 2017, 1. sezona) (zmagovalec)

## Odrsko ustvarjanje
- Briljantina (2008)